# Орден Добродетели (Греция)
Орден Добродетели (греч. Τάγμα της Ευποιΐας) — государственная награда Греческой Республики. Учреждён 7 мая 1948 года, после смерти короля Греции Георга II, в соответствии с его волей, как Королевский орден Добродетели для награждения женщин. В течение двух лет, с 1973 по 1975 год, в период правления в Греции режима Чёрных полковников, орден был отменён, однако был вновь учреждён в 1975 году Законом 106/1975.

## Положение о награде
Орденом Добродетели могут быть награждены только женщины, как греческие так и иностранные подданные, за исключительные заслуги в трудах на благо Греции, за благотворительность и за выдающиеся достижения в области искусства и литературы.

## Описание
Орден Добродетели имеет пять степеней:
- Большой крест (греч. Μεγαλόσταυρος)
- Великий командор (греч. Ανώτερος Ταξιάρχης)
- Командор (греч. Ταξιάρχης)
- Офицер золотого креста (греч. Χρυσούς Σταυρός)
- Дама серебряного креста (греч. Αργυρούς Σταυρός)

Орден Добродетели имеет знак ордена и звезду ордена. Две старшие степени имеют знак ордена и звезду ордена; три младшие степени — только знак ордена.
Знаки ордена Добродетели имеют форму цветка, с пятью лепестками, покрытыми эмалью синего цвета, и пятью чашелистиками, покрытыми эмалью зелёного цвета. В центре цветка — медальон, на котором изображена Дева Мария, с младенцем Иисусом на руках. Медельон окружён кольцом белой эмали, на котором золотыми буквами написано слово ΕΥΠΟΙΙΑ (Ευποιΐα) (рус. Добродетель). На оборотной стороне знака изображена эмблема Греческой Республики — белый крест на синем поле, с надписью по кругу ΕΛΛΗΝΙΚΗ ΔΗΜΟΚΡΑΤΙΑ (рус. Греческая Республика).
Звезда ордена Добродетели восьмиконечная, серебристого цвета, в центре имеет медальон с изображением Девы Марии, с Младенцем Иисусом на руках, окружённый кольцом белой эмали, с надписью золотыми буквами: ΕΥΠΟΙΙΑ (Ευποιΐα) (рус. Добродетель).
Орденская лента ордена Добродетели жёлтая, муаровая, с узкими полосками синего цвета па краям.

## Знаки ордена
Знаки и звёзды ордена Добродетели имеют два типа: королевский и республиканский. Знаки Королевского ордена Добродетели увенчаны греческой королевской короной, а Дева Мария, с Младенцем Иисусом на руках, в медальоне, изображена на синем фоне.
Республиканский орден Добродетели короны не имеет, а Дева Мария, с Младенцем Иисусом на руках, изображена на золотом фоне.
| Большой крест                 | Большой командорский крест    | Командорский крест            | Офицерский крест              | Рыцарский крест               |                               |
| Королевский орден Добродетели | Королевский орден Добродетели | Королевский орден Добродетели | Королевский орден Добродетели | Королевский орден Добродетели | Королевский орден Добродетели |
| ----------------------------- | ----------------------------- | ----------------------------- | ----------------------------- | ----------------------------- | ----------------------------- |
|                               |                               |                               |                               |                               |                               |
|                               |                               |                               |                               |                               |                               |
| Орден Добродетели             |                               |                               |                               |                               |                               |
|                               |                               |                               |                               |                               |                               |
|                               |                               |                               |                               |                               |                               |